# Jegor Kontjalovskij
Jegor Kontjalovskij (russisk: Его́р Андреевич Кончало́вский) (født 15. januar 1966 i Moskva i Sovjetunionen) er en russisk filminstruktør og manuskriptforfatter.

## Filmografi
- Antikiller (Антикиллер, 2002)[1][2]
- Pobeg (Побег, 2005)
- Konservy (Консервы, 2007)
- Vozvrasjjenije v 'A' (Возвращение в «А», 2010)
- Na Lune (На Луне, 2020)